# Naučení (starověký Egypt)
Knihy moudrých rad do života je termín, jímž český egyptolog Zbyněk Žába přeložil egyptské slovo sebájat, které je originálním názvem pro specifický žánr staroegyptského písemnictví – tzv. egyptská naučení. Tento druh literatury byl v Egyptě velice oblíben po celé období starověkých dějin a jeho autoři, v případě tohoto typu literatury důsledně uvádějící své jméno, byli váženými osobami připomínanými i tisíciletí po své smrti (Imhotep, Hardžedef, Ptahhotep). Dnes autory některých spisů neznáme, protože se nezachoval začátek textu, kde se jméno zpravidla uvádělo, nebo proto, že jejich díla tohoto druhu jsou připsána panovníkům; pouze v jednom případě autor z neznámých důvodů sám své jméno záměrně zatajuje. Podle tradice první naučení sepsal na počátku 3. dynastie Imhotep, později pokládáný za pravzor mudrce. Knihy moudrých rad do života jsou spolu s žánrem životopisu nejvýraznějším (i když až do počátku Střední říše spíše jen implicitně) zachycením pro staroegyptské pojetí typické etiky sebeovládání, integrace a altruismu.
Žánr naučení je dnes považován za vůbec nejcharakterističtější pro celé staroegyptské písemnictví a protože byl v Egyptě pěstován nepřetržitě v průběhu celého starověku, lze velmi dobře sledovat jeho vývoj. Přestože se o něm výslovně žádný z mimoegyptských starověkých spisovatelů nezmiňuje, nepochybně ovlivnil literatury ostatních soudobých národů Předního východu – například hebrejskou Knihu přísloví – a lze nalézt i významné shody s křesťanskou etikou; přesný popis vzájemného působení ovšem pro nedostatek pramenů prozatím není možné podat.

## Obsah
Obsahem textů jsou ponaučení autority (např. otce synovi, učitele žákovi, panovníka svému nástupci) o pravidlech, která je třeba zachovávat. Zahrnují širokou škálu témat počínaje pravidly etikety (jak se chovat při stolování, jak řádně jednat s nadřízenými i podřízenými), přes mezilidské vztahy (jak jednat s manželkou a dětmi), problém správného „uspořádání“ života (kdy se oženit, jak se zaopatřit pro posmrtný život) až po témata ryze etická (otázky po dobru a spravedlnosti, vztahu člověka k bohům a zodpovědnosti za své konání). Z tohoto pojetí vyplývá, že autoři textů byli přesvědčeni, že umění správného života je naučitelné a že si je lze osvojit, a to bez ohledu na jakékoli překážky: podle Aniho naučení je rozhodující výhradně píle a neutuchající snaha toho dosáhnout. Cesta ke ctnosti jako způsobu života je cestou „výchovy neznalého hlupáka v moudrého znalce“: z vášnivého, horkokrevného, popudlivého či prudkého se stane člověk mlčenlivý, vyrovnaný, klidný.
Starší badatelé často zpochybňovali etickou závažnost těchto textů s poukazem na utilitaristický ráz většiny z jejich rad, nicméně je třeba říci, že Egypťané nevedli dělicí hranici mezi etiketou a etikou tak, jak to činíme dnes, takže pravidla, která v moderní době považujeme za jen formální společenská, považovali za součást vyšších pravidel etických. Svou představu kritéria správného jednání označovali pojmem maat (splývající se stejnojmennou bohyní Maat) – univerzální „řád“, jímž bylo poměřováno veškeré, i pro nás zdánlivě bezvýznamné jednání. Soukromý užitek a prospěch, o němž naučení často hovoří, je proto třeba dost možná vykládat nejen jednostranně jako projev utilitarismu v našem smyslu slova, ale také v kontextu teze egyptologa Jana Assmanna o starověkém Egyptě jako tzv. konektivní společnosti. Nelze ovšem popřít, že staroegyptská etika tak, jak je zachycena v naučeních, vykazuje určité sklony k formalismu.

## Forma
Texty jsou psány formou vázaného textu, s největší pravděpodobností byly veršované. To nemůžeme dnes dostatečně ocenit, protože až na pár výjimek doposud nevíme, jak se egyptština vyslovovala. Jsou členěny na jednotlivé kapitoly (v egyptštině označované jako „domy“), v některých rukopisech jsou stejně dlouhé řádky vyznačeny červenou tečkou na konci. Uspořádání textu je pro dnešní čtenáře poněkud chaotické – není tematické, ale asociační, takže o jednom problému je pojednáno na různých místech. Některá naučení (např. Ptahhotepovo) jsou členěna na oddíly, které jsou uvozeny spojkou „Jestliže …“ s následující definicí problematické situace nebo okolnosti a pak pokračují poskytnutím jejího řešení – etické rady. Podle názoru Zbyňka Žáby mohla být tato metoda převzata ze staroegyptských vědeckých lékařských pojednání, kde rovněž „Jestliže …“ uvozuje vyšetření, po němž následuje diagnóza a pak způsob léčení.
Naučení se prokazatelně používala ve školách jako učební texty: žáci se jejich opisováním učili psát a současně si osvojovali společenská pravidla. V souvislosti s tím je také zcela zjevné, že některé z nich mají primárně politický až propagandistický ráz – panovník jejich prostřednictvím vzdělané elitě, která uměla číst, sděloval své záměry nebo stanovoval ideologický kontext své vlády (Naučení pro krále Merikarea, Naučení Amenemheta I. synovi, Loajalistické naučení).

## Přehled známých textů
V chronologickém pořadí:
- Hardžedefovo naučení
- Ptahhotepovo naučení
- Naučení pro Kagemniho
- Naučení pro krále Merikarea
- Naučení Amenemheta I.
- Loajalistické naučení
- Naučení muže synovi
- Aniho naučení
- Amennachtovo naučení
- Amenemopovo naučení